# Lyrocardium lyratum
Lyrocardium lyratum is een tweekleppigensoort uit de familie van de Cardiidae. De wetenschappelijke naam van de soort is voor het eerst geldig gepubliceerd in 1840 door G.B. Sowerby II.